# ハインリヒ・カンペンドンク
ハインリヒ・マティアス・エルネスト・カンペンドンク（Heinrich Mathias Ernst Campendonk、1889年11月3日 - 1957年5月9日）は、ドイツ出身の画家・グラフィックデザイナーである。後にオランダに帰化した。

## 生涯
カンペンドンクは、1889年11月3日にドイツ帝国・プロイセン王国のクレーフェルトで織物商の息子として生まれた。
織物職人の見習いとして働いていたが、1905年にそれを中断し、1909年までクレーフェルト工芸芸術学校（現 ニーダーライン・ホーホシューレ）でヨハン・トルン・プリッカーから芸術の教育を受けた。この時期にヘルムート・マッケ、アウグスト・マッケ、ヴィルヘルム・ヴィーガー、フランツ・マルク、パウル・クレーらと知り合った。1909年、ミュンヘン新芸術家協会のメンバーと最初の接触を持った。ヴァシリー・カンディンスキー、フランツ・マルクの支援を受けて青騎士の1911年と1912年の展覧会に参加し、1912年にメンバーとなった。1913年には、最初のドイツ秋季展（ベルリン）とラインラント表現主義者展（ボン）に参加した。アウグスブルクのバイエルン歩兵第3連隊で兵役に就いたが、病気のため1914年4月に短期間で除隊した。1916年5月、家族とともにジンデルスドルフからゼースハウプトへ移り住んだ。1919年から1921年まで芸術労働評議会に属していた。
1923年から1933年にかけて、カンペンドンクはラインラントに住んでいた。1923年、エッセン工芸芸術学校の教師となった。1926年、デュッセルドルフ美術アカデミーでステンドグラス、壁画、モザイク、タペストリーの教授に就任した。1933年、アドルフ・ヒトラーのナチ党が政権を握ると、カンペンドンクは職業官吏再建法により解雇された。1934年、カンペンドンクはドイツから亡命し、ベルギーを経てオランダ・アムステルダムに移り住んだ。カンペンドンクの亡命後、その絵画は退廃芸術として中傷され、87点の絵画が政府に没収された。1935年、カンペンドンクはオランダ王立芸術アカデミーの教授に就任した。1937年にミュンヘンで開催された退廃芸術展には6点の作品が展示された。同年、パリ万国博覧会のオランダ館に展示するアルマ・クリスティ（イエス・キリストの受難に関する物品）をモチーフとしたステンドグラスを製作し、グランプリを受賞した。
カンペンドンクはオランダに帰化し、第二次世界大戦終結後もドイツに戻らなかった。1957年5月9日にアムステルダムで死去した。

## 作品

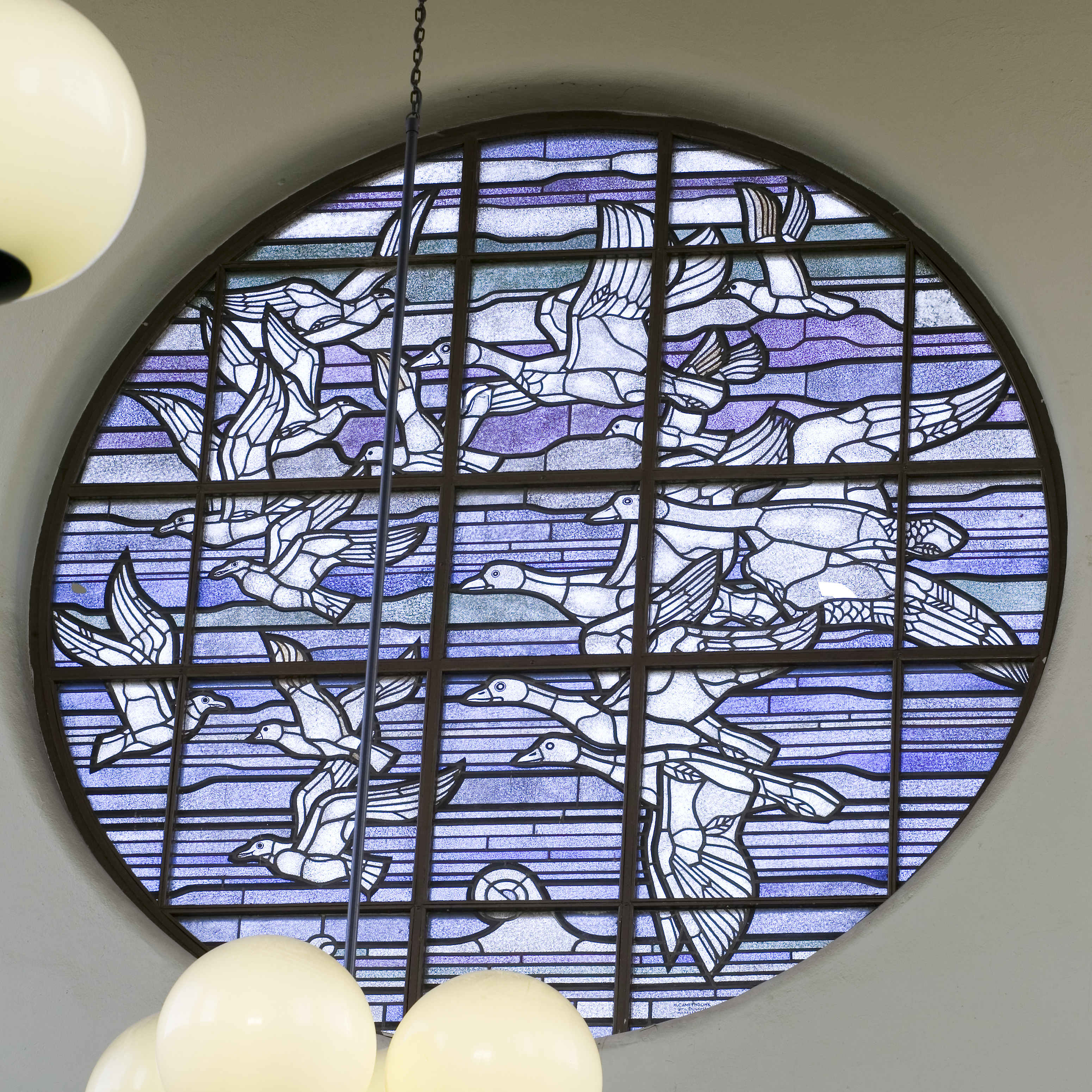
アムステルダム・ムイデルポールト駅

カンペンドンクの作品は、キュビスム、未来派、表現主義に位置づけられる。カンペンドンクはラインラント表現主義に影響を与えた。
カンペンドンクの故郷クレーフェルトにあるナチス記念館「ヴィラ・メルレンダー」には、現存する2点のカンペンドンクの壁画、"Katzen"（猫）と"Harlekin"（道化師）が展示されている。これらは、ナチスが台頭したときにこの家の所有者リヒャルト・メルレンダーによって塗りつぶされ、その後忘れ去られていた。1991年に再発見され、修復を受けて1998年から公開された。これらの絵は、1925年にこの家が新築された時に、乾いたばかりの漆喰に直接描かれた。当時経済的に恵まれなかったカンペンドンクは、このような仕事も受けるしかなかったものと見られる。同様の壁画が他の家にも描かれていたと考えられているが、発見されていない。
1929年から1930年にかけて、ハンブルク郊外ブランケネゼのマリア＝グリューン教区教会のステンドグラスを製作した。ペンツベルクのクリストケーニヒ教会には、カンペンドンクが製作したステンドグラスが2枚ある。"Passionsfenster"（受難の窓）は、1937年にカンペンドンクがパリ万博のオランダ館のために製作したものである。この時期は、ドイツでカンペンドンクが「退廃芸術家」として非難されていた時期だった。1954年に制作された"Jesaja"（イザヤ）は、元々はケルン大聖堂の北側の巨大な窓のために製作を予定していたものの一部だった。ケルン大聖堂のステンドグラス全体はカンペンドンクの健康上の理由で完成させることができず、その色彩見本として作成したものが、1951年に献堂されたこの教会に設置された。カンペンドンクのステンドグラスは、他にエッセン大聖堂などにあるほか、オランダ国内には各地にカンペンドンクがデザインしたガラス窓がある。
カンペンドンクのその他の作品は、ノイスのクレメンス・セルス美術館、クレーフェルトのクレーフェルト美術館、リンニッヒのドイツ・ステンドグラス美術館などに収蔵されている。
2010年3月、カンペンドンクの遺族が所蔵していた89点の作品の購入を、ペンツベルク市議会が財政上の理由により拒否したため、これらの作品は酒類企業マースト・イエーガーマイスターの創業家が購入し、同年6月にペンツベルク市に貸与された。これらの作品はペンツベルク美術館で「カンペンドンク・コレクション」(Sammlung Campendonk)として展示されている。

## 私生活

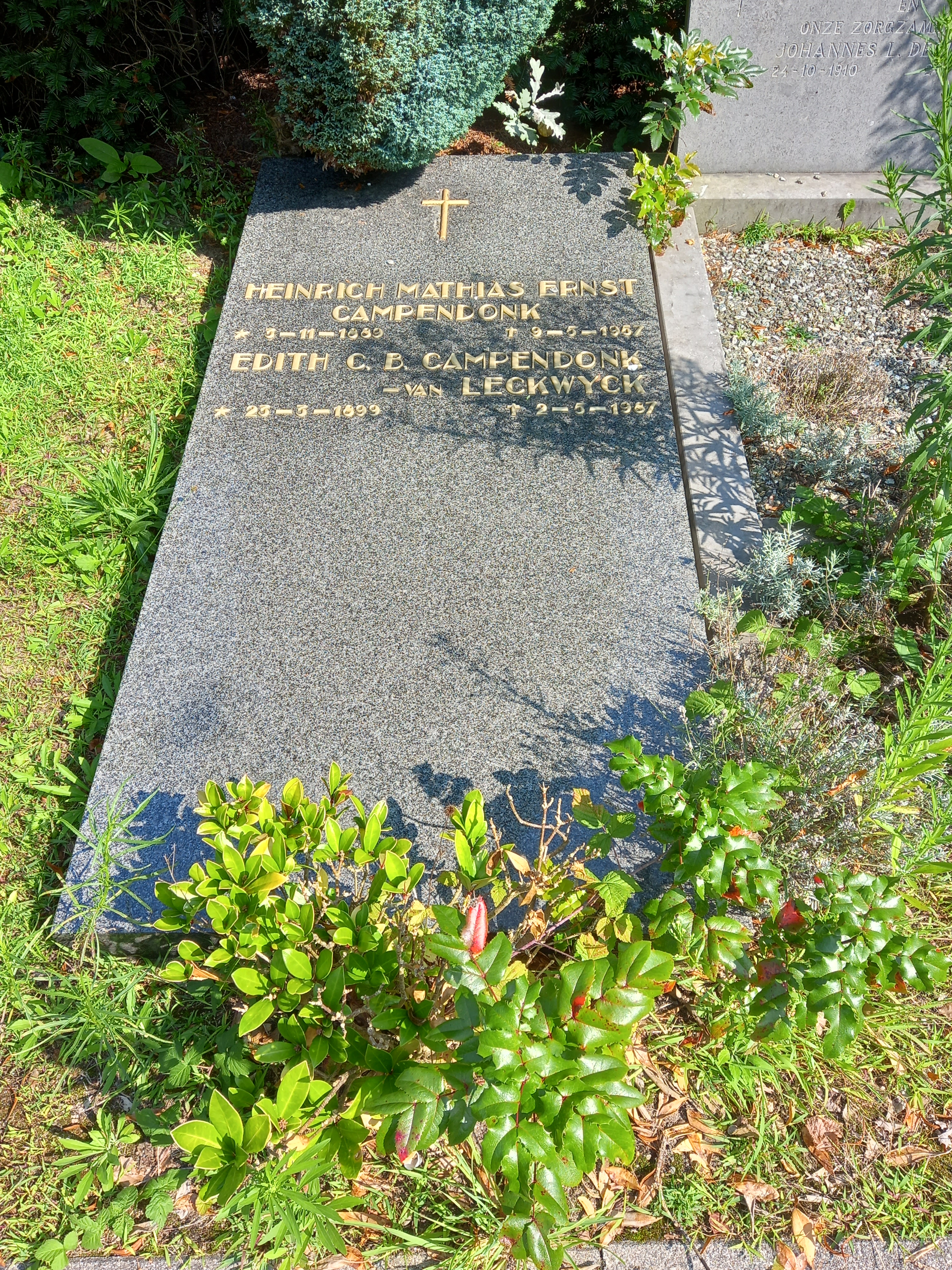
アムステルダムにあるカンペンドンクと妻エディスの墓石

カンペンドンクはAdelheid Anna Julia Deichmannと結婚して娘をもうけたが、1933年1月17日に離婚した。1935年3月9日にベルギー出身の画家エディス・ファン・レックウィックと再婚した。